# 1978-as labdarúgó-világbajnokság-selejtező (UEFA – 3. csoport)
Az 1978-as labdarúgó-világbajnokság európai 3. selejtezőcsoportjának mérkőzéseit, és a csoport végeredményét tartalmazó lapja. A csoportban körmérkőzéses, oda-visszavágós rendszerben játszottak egymással a labdarúgó-válogatottak. A selejtezőket 1976. október 31. és 1977. november 27. között rendezték. A csoport győztese automatikus résztvevője lett az 1978-as labdarúgó-világbajnokságnak.
A csoportban Ausztria, Málta, az NDK és Törökország szerepelt.
Ausztria jutott ki az 1978-as világbajnokságra.

## Tabella
| Hely. | Csapat      | M | Gy | D | V | G+ | G– | Gk  | P  | Továbbjutás                          |     | Ausztria | Német Demokratikus Köztársaság | Törökország | Málta |
| ----- | ----------- | - | -- | - | - | -- | -- | --- | -- | ------------------------------------ | --- | -------- | ------------------------------ | ----------- | ----- |
| 1.    | Ausztria    | 6 | 4  | 2 | 0 | 14 | 2  | +12 | 10 | Kijutott az 1978-as világbajnokságra |     | —        | 1–1                            | 1–0         | 9–0   |
| 2.    | NDK         | 6 | 3  | 3 | 0 | 15 | 4  | +11 | 9  |                                      |     | 1–1      | —                              | 1–1         | 9–0   |
| 3.    | Törökország | 6 | 2  | 1 | 3 | 9  | 5  | +4  | 5  |                                      | 0–1 | 1–2      | —                              | 4–0         |       |
| 4.    | Málta       | 6 | 0  | 0 | 6 | 0  | 27 | −27 | 0  |                                      | 0–1 | 0–1      | 0–3                            | —           |       |

## Mérkőzések
| 1976. október 31. |

| Törökország                  | 4 – 0       | Málta |
| ---------------------------- | ----------- | ----- |
| Mehmet 22' Cemil 54' 57' 75' | Jegyzőkönyv |       |

| İzmir Atatürk Stadion, İzmir Nézőszám: 68 034 Játékvezető: Michal Jursa (csehszlovák) |

| 1976. november 17. |

| NDK                 | 1 – 1       | Törökország          |
| ------------------- | ----------- | -------------------- |
| Kotte 3' (11-esből) | Jegyzőkönyv | Cemil 31' (11-esből) |

| Dynamo Stadion, Drezda Nézőszám: 30 000 Játékvezető: Patrick Partridge (angol) |

| 1976. december 5. |

| Málta | 0 – 1       | Ausztria   |
| ----- | ----------- | ---------- |
|       | Jegyzőkönyv | Krankl 57' |

| Gżira Stadion, Gżira Nézőszám: 7368 Játékvezető: Hédi Seoudi (tunéziai) |

| 1977. április 2. |

| Málta | 0 – 1       | NDK         |
| ----- | ----------- | ----------- |
|       | Jegyzőkönyv | Streich 55' |

| Gżira Stadion, Gżira Nézőszám: 6279 Játékvezető: Delia Bruna (svájci) |

| 1977. április 17. |

| Ausztria      | 1 – 0       | Törökország |
| ------------- | ----------- | ----------- |
| Schachner 43' | Jegyzőkönyv |             |

| Práter Stadion, Bécs Nézőszám: 60 000 Játékvezető: Viktor Zsarkov (szovjet) |

| 1977. április 30. |

| Ausztria                                                  | 9 – 0       | Málta |
| --------------------------------------------------------- | ----------- | ----- |
| Krankl 9' 12' 18' 20' 53' 66' Stering 30' 69' Pirkner 65' | Jegyzőkönyv |       |

| Stadon Lehen, Salzburg Nézőszám: 17 000 Játékvezető: Alojzy Jarguz (lengyel) |

| 1977. szeptember 24. |

| Ausztria | 1 – 1       | NDK          |
| -------- | ----------- | ------------ |
| Kreuz 9' | Jegyzőkönyv | Hoffmann 40' |

| Práter Stadion, Bécs Nézőszám: 72 000 Játékvezető: Thomas Reynolds (walesi) |

| 1977. október 12. |

| NDK      | 1 – 1       | Ausztria         |
| -------- | ----------- | ---------------- |
| Löwe 50' | Jegyzőkönyv | Hattenberger 43' |

| Zentralstadion, Lipcse Nézőszám: 95 000 Játékvezető: Ian Foote (skót) |

| 1977. október 29. |

| NDK                                                                                   | 9 – 0       | Málta |
| ------------------------------------------------------------------------------------- | ----------- | ----- |
| Hoffman 2' 44' 84' Schade 38' Sparwasser 52' Weber 56' Streich 63' (11-esből) 79' 82' | Jegyzőkönyv |       |

| Karl Liebknecht Stadion, Babelsberg Nézőszám: 15 000 Játékvezető: Dzsafar Námdár (iráni) |

| 1977. október 30. |

| Törökország | 0 – 1       | Ausztria     |
| ----------- | ----------- | ------------ |
|             | Jegyzőkönyv | Prohaska 72' |

| Ankara Nézőszám: 72 000 Játékvezető: John Gordon (skót) |

| 1977. november 16. |

| Törökország | 1 – 2       | NDK                     |
| ----------- | ----------- | ----------------------- |
| Volkan 81'  | Jegyzőkönyv | Schade 30' Hoffmann 62' |

| İzmir Atatürk Stadion, İzmir Nézőszám: 10 000 Játékvezető: Alberto Michelotti (olasz) |

| 1977. november 27. |

| Málta | 0 – 3       | Törökország         |
| ----- | ----------- | ------------------- |
|       | Jegyzőkönyv | Sedat 21' Cemil 36' |

| Gżira Stadion, Gżira Nézőszám: 2246 Játékvezető: Mohamed Larache (marokkói) |

## Góllövőlista
|  |  |